# Jytte Rasmussen
Jytte Rasmussen gift Hannecke (1943- 3. marts 2000) var en dansk atlet (kapgang).
Jytte Rasmussen var medlem af Københavns IF og i periode 1960-1965 Danmarks klart bedste kvindelige kapgænger, med fem individuelle- og to holdguld ved de danske mesterskaber. Det blev også til otte danske rekorder og fem landskampe.
Jytte Rasmussen blev formand for Dansk Gangforbund 1985 – 1997. Derudover var hun international kapgangsdommer og medlem af IAAFs dommerpanel